# Otholobium
Otholobium é um género botânico pertencente à família Fabaceae.

## Espécies
- Otholobium acuminatum
- Otholobium arborescens
- Otholobium argenteum
- Otholobium bolusii
- Otholobium bowieanum
- Otholobium brachystachyum
- Otholobium bracteolatum
- Otholobium caffrum
- Otholobium caliginis
- Otholobium candicans
- Otholobium carneum
- Otholobium decumbens
- Otholobium diffidens
- Otholobium flexuosum
- Otholobium foliosum
- Otholobium fruticans
- Otholobium glandulosum
- Otholobium hamatum
- Otholobium heterosepalum
- Otholobium higuerilla
- Otholobium hirtum
- Otholobium holosericeum
- Otholobium incanum
- Otholobium macradenium
- Otholobium mexicanum
- Otholobium mundianum
- Otholobium munyense
- Otholobium obliquum
- Otholobium parviflorum
- Otholobium pictum
- Otholobium polyphyllum
- Otholobium polystictum
- Otholobium pubescens
- Otholobium pungens
- Otholobium pustulatum
- Otholobium racemosum
- Otholobium rotundifolium
- Otholobium rubicundum
- Otholobium sericeum
- Otholobium spicatum
- Otholobium stachyerum
- Otholobium striatum
- Otholobium swartbergense
- Otholobium thomii
- Otholobium trianthum
- Otholobium uncinatum
- Otholobium venustum
- Otholobium virgatum
- Otholobium wilmsii
- Otholobium zeyheri